# Anthony Morrow
Anthony Jarrad Morrow (ur. 27 września 1985 w Charlotte) – amerykański zawodowy koszykarz, występujący na pozycji rzucającego obrońcy.
Uczęszczał do szkoły średniej Charlotte Latin School, gdzie w ostatnim roku nauki zdobył nagrodę Mr. Basketball Karoliny Północnej. Po ukończeniu szkoły, Morrow rozpoczął studia na uniwersytecie Georgia Institute of Technology. Spędził tam cztery lata, zajmując dziewiętnaste miejsce na liście najlepszych strzelców w historii Yellow Jackets. Następnie zgłosił się do draftu NBA, w którym to nie został wybrany przez żadną z drużyn. Niespełna miesiąc później podpisał z Golden State Warriors swój pierwszy kontrakt w karierze zawodowej. W swoim debiucie w NBA, przeciwko Los Angeles Clippers zanotował 37 punktów, trafiając 15 z 20 oddawanych rzutów, i 11 zbiórek, co jest rekordową zdobyczą dla niewybranych w drafcie zawodników w debiutanckim sezonie. Swój pierwszy sezon, Morrow zakończył jako jedyny debiutant i jedyny zawodnik Warriors w historii, którzy przewodził w lidze w procencie trafianych rzutów za trzy punkty, z wynikiem 46,7 procent. Podczas ligi letniej NBA w 2009, Morrow rzucił w meczu przeciwko New Orleans Hornets 47 punktów – ustanawiając rekord ligi letniej w liczbie zdobytych punktów w jednym meczu. Przed sezonem 2010-2011 został wymieniony do New Jersey Nets. Po zakończeniu tegoż sezonu był posiadaczem drugiej najlepszej skuteczności w rzutach za trzy punkty w karierze w historii NBA, za Steve'em Kerrem. 3 lutego 2012, w meczu przeciwko Minnesota Timberwolves, trafił rekordowe w karierze 42 punkty. W tym samym miesiąc wziął udział w konkursie rzutów za trzy punkty, podczas weekendu gwiazd NBA, jednakże odpadł w pierwszej rundzie. 11 lipca 2012 został wymieniony do Atlanty Hawks. 21 lutego 2013, Hawks wytransferowała Morrowa do Dallas Mavericks w zamian za Dahntaya Jonesa. 18 lipca 2013, jako wolny agent podpisał kontrakt z New Orleans Pelicans. 16 lipca 2014 podpisał kontrakt z Oklahoma City Thunder.
W sezonie 2008/09 ustanowił rekord sezonu zasadniczego NBA, uzyskując najwyższą skuteczność rzutów za 3 punkty (46,74%), jako debiutant.
23 lutego 2017 został wytransferowany wraz z Joffreyem Lauvergne'em i Cameronem Payne'em do Chicago Bulls w zamian za Taja Gibsona, Douga McDermotta i niechroniony wybór II rundy draftu 2018. 18 września został zawodnikiem Portland Trail Blazers. 13 października został zwolniony.

## Osiągnięcia
Na podstawie, o ile nie zaznaczono inaczej.
NCAA
- Uczestnik turnieju NCAA (2005, 2007)
- Zaliczony do składu All-ACC Honorable Mention (2006, 2008)

NBA
- Uczestnik:
  - Rising Stars Challenge (2010)
  - konkursu rzutów za 3 punkty (2012)
- Lider:
  - sezonu regularnego w skuteczności rzutów za 3 punkty (2009)
  - play-off w skuteczności rzutów wolnych (2016 - wspólnie z Chrisem Paulem)[22]